# Heiligkreuz (Aachen)

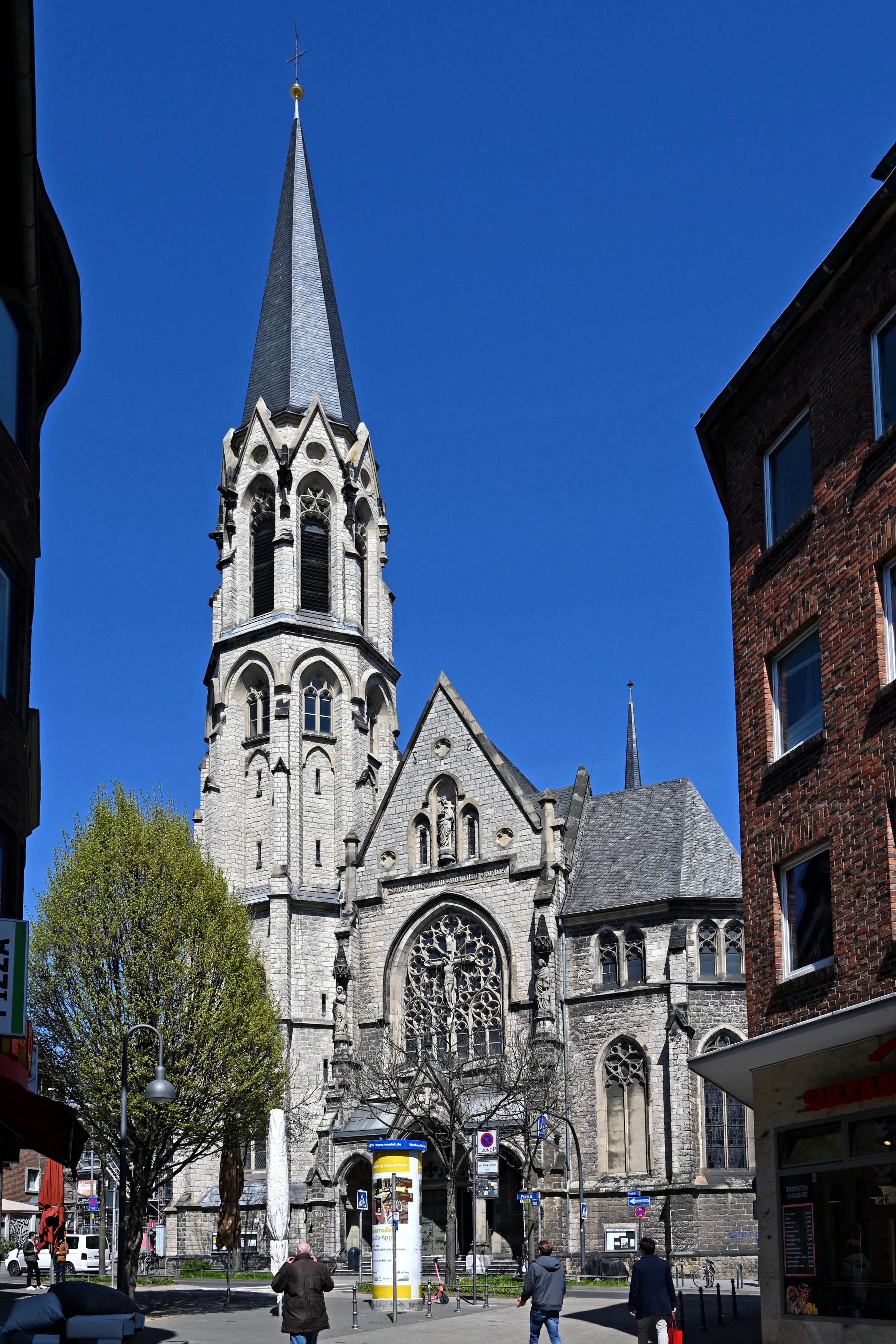
Heilig-Kreuz-Kirche

Heiligkreuz ist eine Stadtkirche in Aachen. Sie wurde 1902 geweiht und befindet sich im Pontviertel, einem nördlich gelegenen Stadtbereich an der Pontstraße in der Nähe des ehemaligen Stadttores Ponttor. Damit liegt sie in unmittelbarer Nachbarschaft zu den Gebäuden der Rheinisch Westfälischen Technischen Hochschule (RWTH).

## Geschichte

### Kapelle

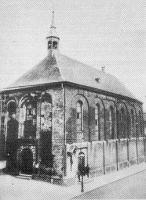
Julianskapelle

Im Jahre 1363 spendete Gerard von Bongard Geld zur Errichtung einer Kapelle. Der Bau dauerte für ein Gebäude dieser Größe extrem lange. Erst 1372 wurde das Gotteshaus fertiggestellt. Die Frau des Stifters schenkte die Kapelle dem aus dem belgischen Lüttich stammenden Orden der Kreuzherren. Dies verhalf diesen, in der Domstadt trotz erheblicher finanzieller Probleme eine Niederlassung zu gründen.
Während des Stadtbrandes von Aachen im Jahr 1656 wurde die Kapelle bis auf die Außenmauern zerstört. In den ersten Jahren erhielt das Gotteshaus lediglich ein Notdach, da die Neuerrichtung des ebenfalls zerstörten Klostergebäudes den Kreuzherren wichtiger war als Geld in den Aufbau der Kapelle zu investieren. Es dauerte bis 1678/1679 ehe nach dem Frieden von Nimwegen Klosternormalität einziehen konnte. Allmählich entstand der Gedanke eines Kirchenneubaus, da das Kirchengebäude den Ansprüchen aufgrund seiner Größe nicht mehr genügte.

### Erste Pfarrkirche
Es dauerte bis zum Juli des Jahres 1683, ehe mit dem Kirchenneubau begonnen werden konnte. Der Bau konnte aufgrund von Kriegen und Unruhen erst am 17. Juni 1770 vollendet werden.
Das Kirchenschiff war ein einfacher Backsteinbau mit Bruchsteinwänden. Das Wappen des Bauförderers Freiherr von Berghe dekorierte den Schlussstein des Südportals.
Trotz der zwischenzeitlich verbesserten wirtschaftlichen Lage verschlechterte sich die Situation ab 1802 wesentlich. Die bis dahin mit der Pflege der Kirche und deren Einrichtung betrauten Mönche mussten Aachen verlassen, da ein Erlass von Napoléon Bonaparte die Aufgabe sämtlicher Klöster erzwang.

### Zweite Pfarrkirche

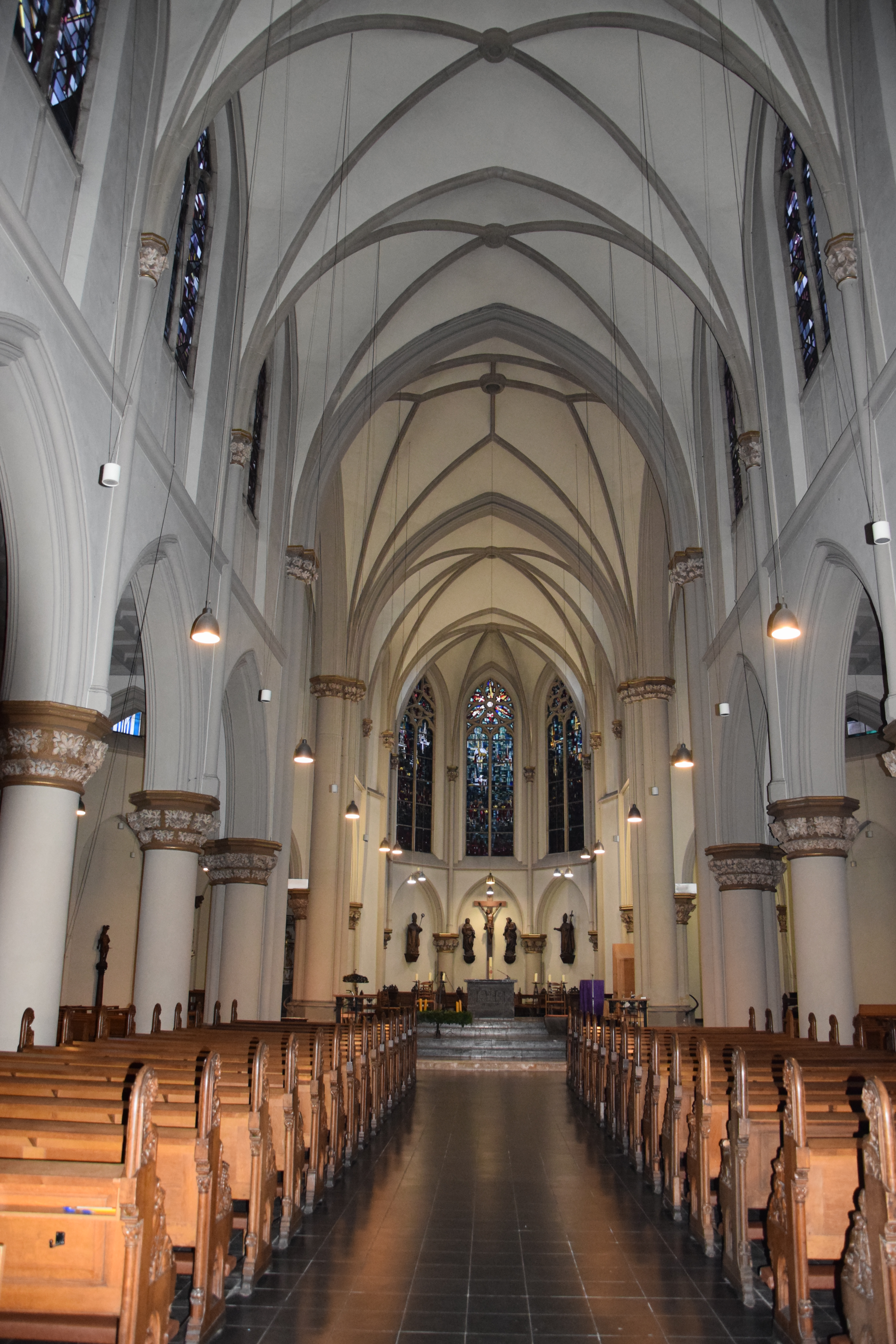
Innenraum der Pfarrkirche

Während Kapelle und der erste Kirchenbau am gleichen Platz standen, war der Bauort für die zweite Pfarrkirche lange umstritten. Der Streit eskalierte so sehr, dass der Pfarrer sein Amt niederlegte und erst das radikale Vorgehen seines Nachfolgers zu einer Entscheidung führte. 1898 wurde der Grundstein gelegt und 1902 konnte die Kirche eingeweiht werden. Die Kirchenfenster wurden von der bekannten Kölner Glasmalereiwerkstätte Schneiders & Schmolz ausgeführt.
Das zuerst errichtete Gebäude wurde mehrfach umgebaut. Die größten Arbeiten erfolgten im Anschluss an den Zweiten Weltkrieg, bei dem es zu erheblichen Beschädigungen des Gotteshauses gekommen war.
In einer weiteren Phase wurden im Jahr 1964/1965 morsche Gewölbeteile ersetzt. Das Mittelschiff erhielt ein komplett neues Gewölbe. Im Rahmen dieser Umbaumaßnahme wurde der Altarraum umgestaltet, wobei u. a. der Altar in den Mittelpunkt der Kirche rückte. Zum Pfingstfest 1965 wurde die Maßnahme offiziell abgeschlossen. Trotz Abschluss der Bauarbeiten wurden erst ab 1966 die Fenster, die seit dem Zweiten Weltkrieg nur eine Notverglasung besaßen, durch Buntglas ersetzt. Lediglich zwei Maßwerkfenster konnten von der ursprünglichen Verglasung wieder verwendet werden. So stammen die drei großen Chorfenster beispielsweise vom ehemaligen Pfarrmitglied Anna Schneider-Lang, die diese nach Motiven der Geheimen Offenbarung entworfen hat. Weitere Fenster von ihr sowie von Maria Katzgrau und Hermann Gottfried sorgen für ausreichenden Lichteinfall. 1976 wurden drei Kapellenfenster und drei Querhausfenster von Paul Weigmann eingebaut, die 2002 durch drei weitere Querhausfenster ergänzt wurden.
In den Jahren 1982 bis 1987 erfolgten umfangreiche Arbeiten am inzwischen baufällig gewordenen Kirchturm. Gleichzeitig fanden auch Arbeiten im Innenraum des Gotteshauses statt. Der bestehende Altar wurde durch einen zuvor in einem Seitenschiff vorhandenen Altar von Klaus Iserlohe ersetzt. Das bis zu diesem Zeitpunkt im Eingangsbereich vorhandene Taufbecken wurde in den Chorraum versetzt.
Heute gehört nach einer umfassenden Gemeindereform Hl. Kreuz zum katholischen Pfarrverbund Franziska von Aachen in Aachen-Mitte, welcher auf die Namenspatronin Franziska Schervier zurückgeht und von den Armen-Schwestern vom heiligen Franziskus unterstützt wird. Zu diesem Pfarrverbund gehören ferner die Gemeinden St. Adalbert, St. Andreas, St. Foillan, St. Marien, St. Peter sowie die Jugendkirche kafarna:um und die Neue Gemeinde Zeitfenster.

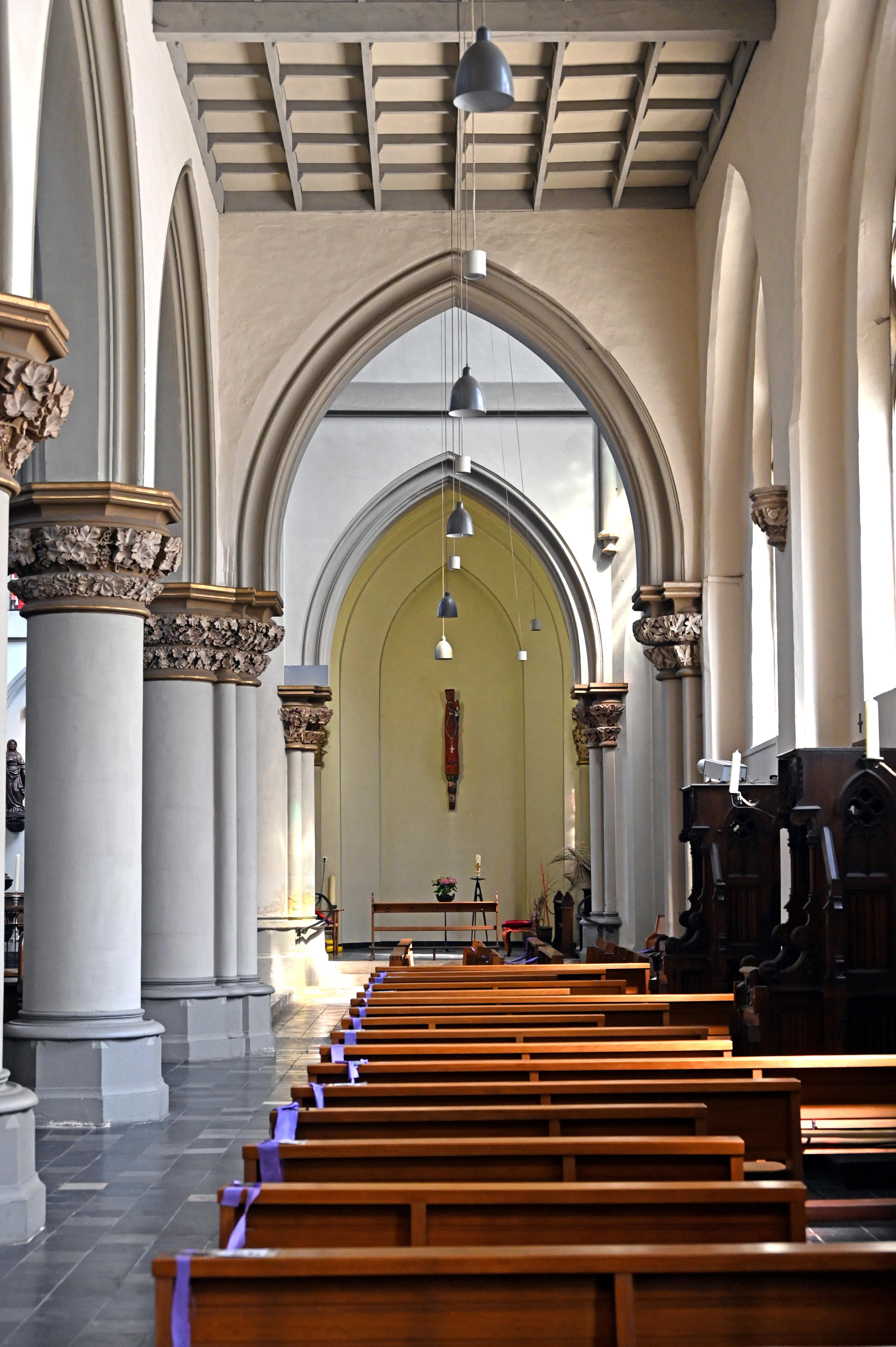
Rechtes Seitenschiff
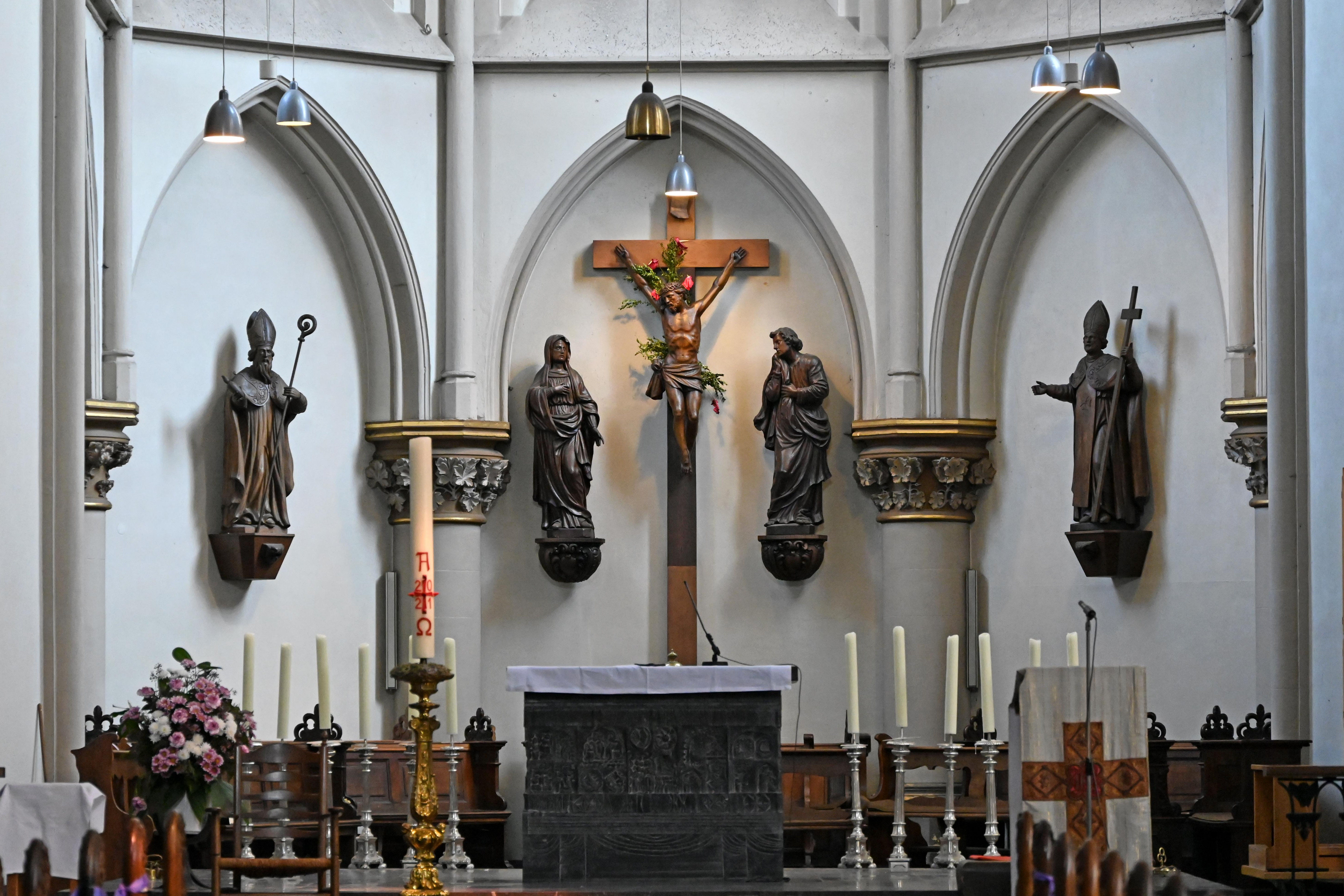
Altarraum
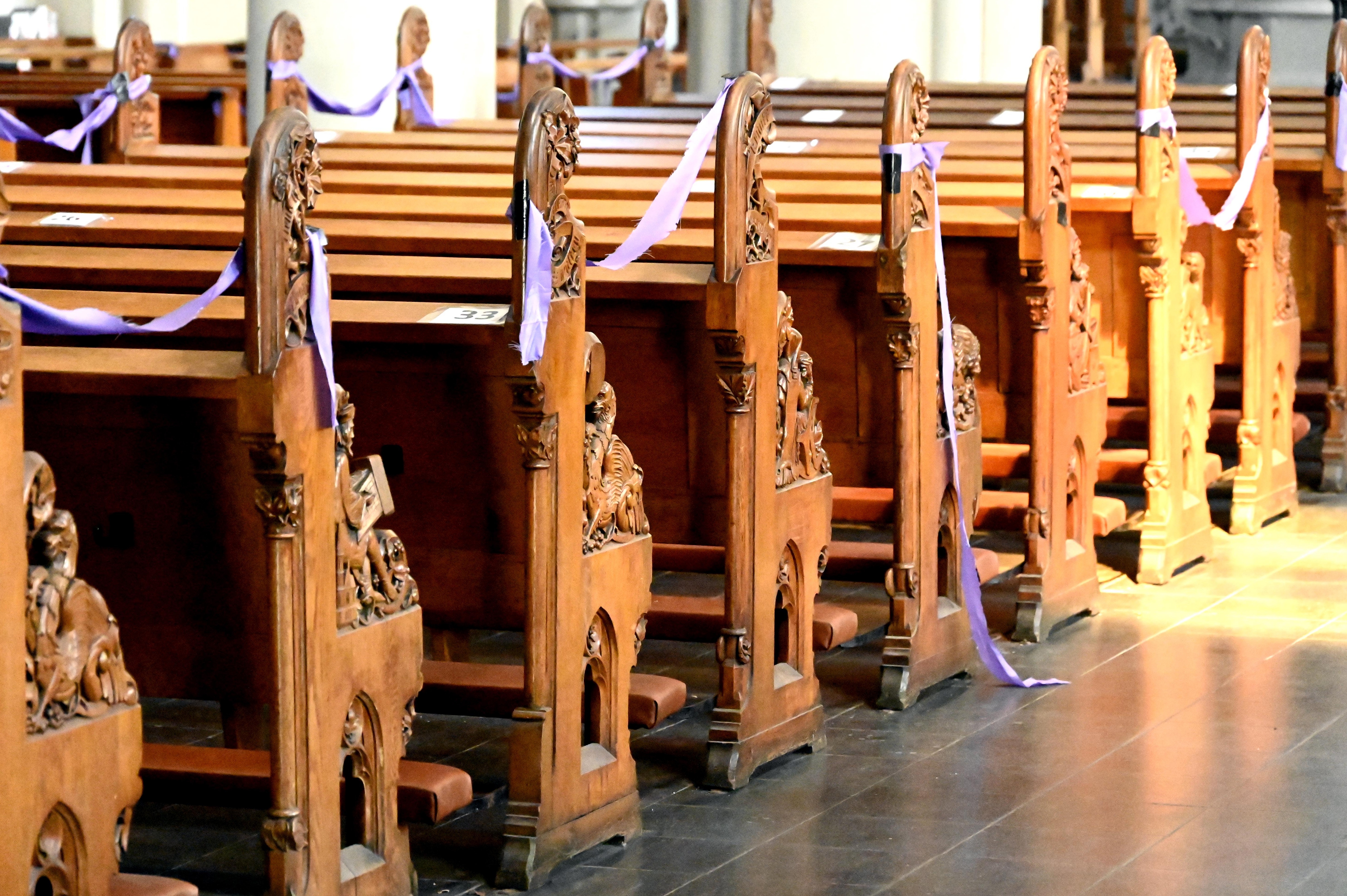
Kirchenbänke
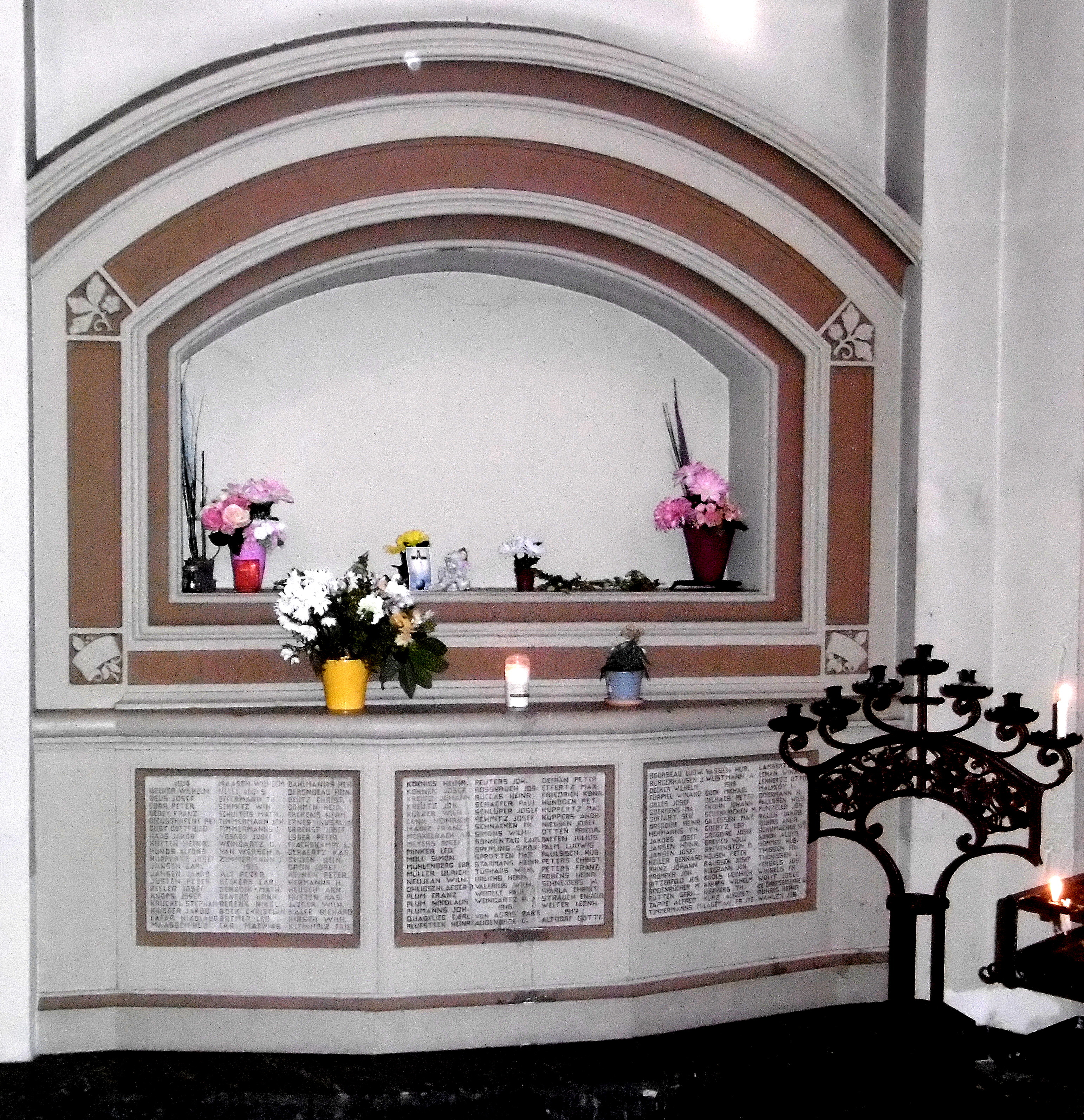
Gedenkstätte für die Weltkriegsopfer
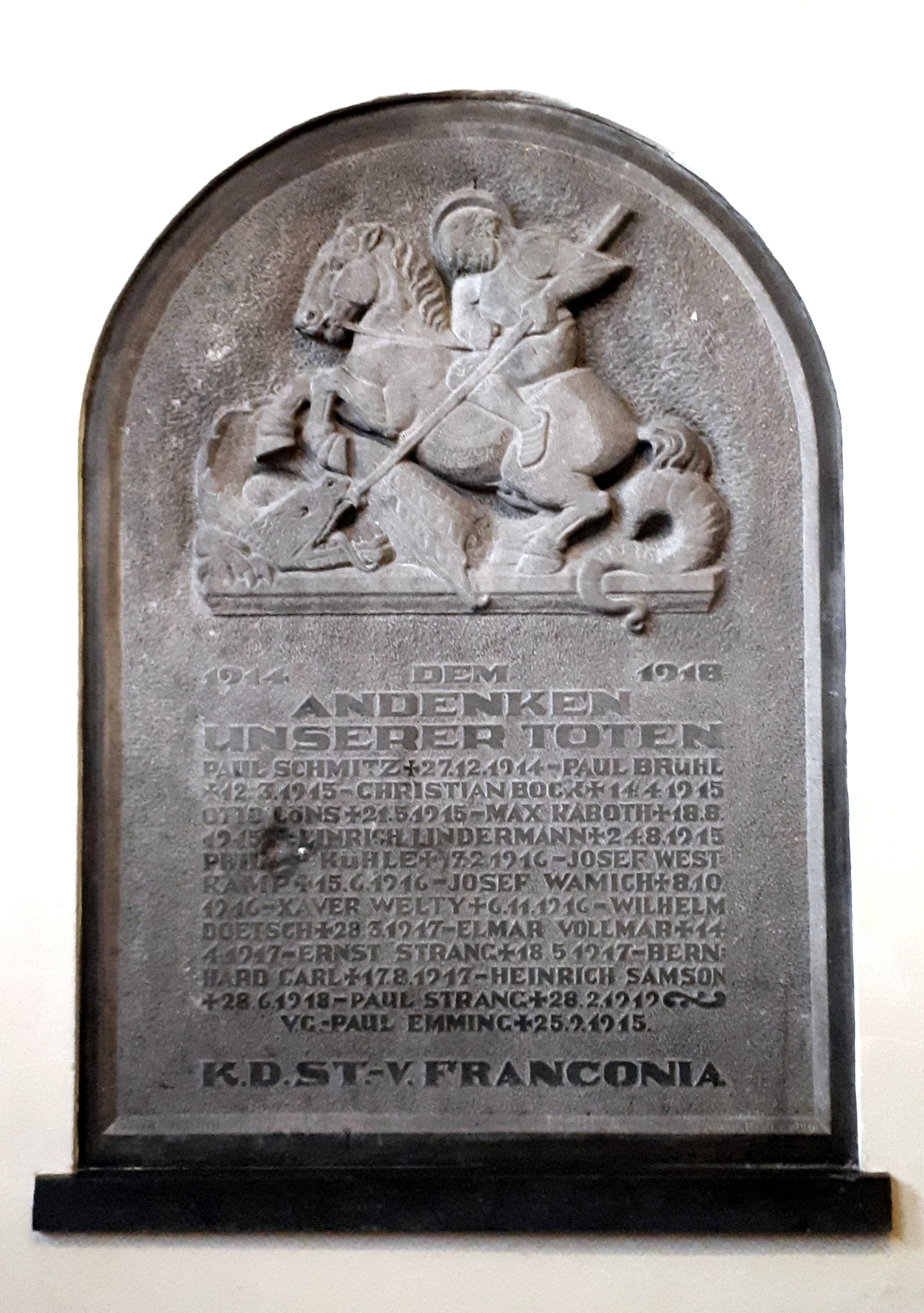
Gedenktafel für die verstorbenen Mitglieder der KDStV Franconia Aachen

## Stilelemente
Architekt der zweiten Pfarrkirche war Joseph Buchkremer, der sie im Geist des Historismus plante. Es handelt sich um ein aus deutschen und französischen Elementen der Hochgotik errichtetes Kirchengebäude. Aus der Bevölkerung wurde dem Architekten Willkürlichkeit bei der Wahl seiner Stilelemente unterstellt. Trotz dieser Tatsache stellt die Heilig-Kreuz-Kirche bis heute eine der wenigen Kirchen im Aachener Raum mit fast authentischem historischen Kirchenraum dar.
Bei dem Kirchenbau handelt es sich um eine kreuzförmige dreischiffige Basilika mit kurzem Langhaus. Diese Form wurde erforderlich, da der zur Verfügung stehende Bauplatz keine andere Bauweise zuließ. Der für Kirchenbesucher sichtbare Teil der Kirchenfassade ist dreifach untergliedert. Im unteren Fassadenbereich, der Vorhalle, befinden sich 3 Tore. Maßwerk-Radfenster mit steinernem Kruzifix prägen die darüber liegende Zone. Hierzu gehören ebenfalls Skulpturen der Jungfrau Maria und des hl. Johannes. Der in die Fassade eingearbeitete Leitspruch „Stat crux, dum volvitur orbis“ (Das Kreuz steht fest, während die Welt sich dreht) ist dem Ursprunge nach der Wahlspruch der Kartäuser. Der obere Teil des Giebels wird durch eine Figur der Hl. Helena geprägt.
Für den Besucher besonders markant ist der im nördlichen Bereich der Kirche angebrachte Einturm, ein Bauelement der deutschen Hochgotik.
Mit Hilfe von polygonalen Abschlüssen der Querschiffe und vorgelagerten Kapellentrakten gelang es dem Architekten, den Eindruck einer von Kapellen umlagerten Kirche zu erwecken, eine Weite, die aufgrund der räumlichen Nähe der Nachbargebäude real nicht möglich war.
Besonderes Interesse bei den Besuchern erregt die Sakramentskapelle, die sich am Platz der früheren Julianskapelle befindet. Die Kapitelle der das Kreuzrippengewölbe tragenden Rundsäulen der Kirche sind mit Weinlaub und Blattwerk dekoriert. Brabantsche Gotik diente als Vorbild für den Wandaufbau des Mittelschiffes. Die Decken der Seitenschiffe sind ein Überbleibsel der Nachkriegszeit des Zweiten Weltkrieges. Damals wurden provisorische Holzböden eingezogen. Diese sind immer noch vorhanden.

## Orgeln
Die Kirche besitzt eine Hauptorgel, die 1969/70 von dem Unternehmen Weimbs Orgelbau erbaut wurde. Sie hat 39 Register auf drei Manualen und Pedal. Sie verfügt über Schleifladen in elektrischer Spiel- und Registertraktur. Außerdem hat sie eine Chororgel mit 5 Registern.

## Kunstschätze
Aufgrund ihrer lang zurückreichenden Historie besitzt die Kirche zahlreiche Kunstschätze. Diese umfassen Gegenstände aus den Epochen des 15. bis 20. Jahrhunderts.
Als besonders bemerkenswert gilt ein vom Ende des 15. Jahrhunderts stammender Silberkelch, der außen vergoldet und mit Emaille versehen wurde. Er besitzt eine spätgotische Ornamentik. Die Namen der Stifter des Kelches sind in einer Inschrift erhalten.
Bei einer aus dem Jahr 1515 stammenden 57 cm hohen Ziborienmonstranz handelt es sich um ein zweigeschossiges Sakralobjekt. Dieses demonstriert anschaulich die Entwicklung aus der Hostienmonstranz.
Eine weitere Monstranz im Rocaille-Stil aus dem Jahr 1754 gehört ebenfalls zu den Besonderheiten des Kirchenschatzes. Sie zeigt u. a. einen seine Mitra tragenden Papst Benedikt XIV. mit Hostienkelch und Kreuz sowie als Christussymbol den Pelikan. Außerdem ist Jungfrau Maria mit Kind und Johannes der Täufer dargestellt.
Zwei Paramente von 1740 und 1750 zählen ebenso zu den Kostbarkeiten der Kirche wie zwei Reliquiare aus der Mitte des 18. Jahrhunderts oder ein Ölgemälde der Heiligen Familie aus dem Jahr 1657. Dieses stammt vom aus der Schule des Raphael van Coxcie stammenden Caspar de Crayer.